# Anna Christie (film van Jacques Feyder)
Anna Christie is een Amerikaanse dramafilm uit 1930 onder regie van Jacques Feyder. Het is een Duitstalige versie van de gelijknamige film van Clarence Brown.

## Verhaal
De oude zeeman Chris kijkt uit naar de komst van zijn volwassen dochter Anna. Hij heeft haar als kind achtergelaten bij een gezin uit Minnesota. Wanneer Anna uiteindelijk aankomt, blijkt dat ze een hard leven achter de rug heeft. Ze wordt verliefd op een jonge zeeman, die gered is door haar vader.

## Rolverdeling
| Acteur          | Personage |
| --------------- | --------- |
| Greta Garbo     | Anna      |
| Theo Shall      | Matt      |
| Hans Junkermann | Chris     |
| Salka Viertel   | Marthy    |